# WSABP Typ Kujawy
Die schmalspurige Dampflokomotive WSABP Typ Kujawy der Polnischen Staatsbahnen (PKP) mit 750 mm Spurweite wurde von Warszawska Spółka Akcyjna Budowy Parowozów (WSABP) im Jahr 1927 als Typ Kujawy hergestellt und in die PKP-Baureihe D7 mit anderen Lokomotiven des Herstellers Fablok, Chrzanów eingereiht. Die Lokomotive erhielt die Bezeichnung PKP D7-854.
Während der Zeit des Zweiten Weltkrieges wurde sie von der Deutschen Reichsbahn übernommen und als 99 2527 bezeichnet. Nach 1945 kam sie zu den PKP zurück. Sie war bis 1970 in Betrieb und wurde dann ausgemustert sowie verschrottet. Die im gleichen Jahr entstandenen Lokomotiven Tx28-1271...1277 von Fablok sind völlig anders aufgebaut.

## Geschichte

### Ursprüngliche Einsätze
Die Lokomotive wurde auf Anordnung des Verteidigungsministeriums in Warschau für die Möglichkeit der Anpassung bei der Spurweite 750 mm oder 600 mm entworfen und von WSABP als Prototyp in der Spurweite 750 mm gebaut. Die Lokomotive wurde aber von der Militärverwaltung nicht abgenommen und stattdessen von den PKP für ihr Schmalspurnetz in Kujawy übernommen.

### DR 99 2527
Während der Zeit des Zweiten Weltkrieges erhielt sie die Betriebsnummer 99 2527 und war weiter auf dem Schmalspurnetz in Kujawien eingesetzt.

### PKP Tx3/Tx28
Nach dem Krieg wurde sie von den PKP als PKP Tx3-1272 übernommen. 1956 wurde die Lok zur Bahnstrecke Sochaczew–Wyszogród und 1959 nach Biała Podlaska abgegeben. 1961 wurde sie in Tx28-1272 umgezeichnet. Diese Baureihennummer enthält das Baujahr 1928 und ihre Herkunft aus Polen. 1966 kam sie nach Mława, wo sie am 17. Mai 1970 ausgemustert und verschrottet wurde.

## Konstruktion
Die Zweizylinder-Nassdampf-Lokomotive besaß einen Kesselaufbau mit Speisepumpe, Dampfdom und Sanddom hinter dem Schornstein. Sie besaß einen einheitlichen Radabstand von 800 mm. Die Lokomotive war zeitweise mit einem zweiachsigen Tender mit einem Achsabstand von 500 mm versehen. Da konnte sie zusätzlich 4 m³ Wasser und 4 t Kohle aufnehmen.
Die Achsen waren im einfachen Blechrahmen gelagert und mit Blattfedern oberhalb der Achslager abgefedert. Die dritte Achse der Lok wurde angetrieben. Die ersten drei Radsätze waren fest im Rahmen gelagert, die vierte besaß eine Seitenverschiebbarkeit von ±50 mm, die zweite Achse geschwächte Spurkränze. Dadurch konnte sie Kurvenradien von 35 m sicher durchfahren.
Der Flammrohrkessel besaß anfangs eine Feuerbüchse aus Kupfer, bei Reparaturen nach dem Zweiten Weltkrieg wurde diese gegen eine stählerne ausgetauscht. Vom Sanddom konnte die Antriebsachse von vorn und hinten mechanisch gesandet werden. Weitere Kesselaufbauten waren Sicherheitsventile von Pop. Der Schornstein besaß einen Funkenfänger. Gespeist wurde der Kessel von zwei Injektoren von Friedmann mit einer Leistung von 65 l/min. Es bestand die Möglichkeit des Wasserfassen aus externen Tanks mit einem Wasserschlauch.
Die Lokomotive war mit einer Dampfbremse sowie einer Wurfhebelbremse ausgestattet, die auf eine gemeinsame Welle wirkten. Dadurch konnten einseitig die ersten drei Achsen abgebremst werden. Ausgerüstet war sie mit der Balancierhebelkupplung. Die Beleuchtung war ursprünglich eine Petroleumbeleuchtung, nach dem Zweiten Weltkrieg wurde diese auf elektrische Beleuchtung mit Turbogenerator für 24 V umgestellt.